# Sanju
 (février 2020).
Pour plus de détails, voir Fiche technique et Distribution.
Sanju est un film indien de Bollywood réalisé par Rajkumar Hirani, sorti en juin 2018. Cette œuvre biographique relate la vie et les déboires de l'acteur Sanjay Dutt qui est interprété par l'acteur Ranbir Kapoor.

## Synopsis
Le film retrace la vie de l'acteur indien Sanjay Dutt, qui fut accusé pour terrorisme puis blanchi.

## Distribution
- Ranbir Kapoor : Sanjay Dutt aka Sanju
- Paresh Rawal : Sunil Dutt
- Vicky Kaushal : Kamlesh Kanhaiyalal Kapasi aka Kamli
- Manisha Koirala : Nargis
- Dia Mirza : Manyata Dutt
- Sonam Kapoor : Ruby
- Anushka Sharma : Winnie Dias
- Jim Sarbh : Zubin Mistry
- Karishma Tanna : Pinky
- Boman Irani : Père de Ruby
- Sayaji Shinde : Bandu Dada
- Piyush Mishra : D.N. Tripathi
- Aditi Gautam : Priya Dutt
- Ashnoor Kaur : Priya Dutt jeune
- Yuri Suri : Avocat de Sanju
- Ashwin Mushran : Manager évementiel
- Anjan Srivastav ; Un ministre
- Prakash Belawadi : Editeur de journal
- Mahesh Manjrekar : Lui-même (cameo)
- Tabu : Elle-même (cameo)
- Arshad Warsi : Lui-même (cameo)
- Anil Charanjeett : Chanteur dans le clip  "main badhiya tu bhi badhiya"
- Sanjay Dutt : Lui-même générique de fin